# Frianowo
Frianowo (ros. Фряново) – osiedle typu miejskiego w Rosji, w obwodzie moskiewskim, w okręgu miejskim Szczołkowa. W 2010 liczyło 11 243 mieszkańców.